# 高和芹夏
高和 芹夏 （たかわ せりか、2002年7月23日 - ）は、兵庫県出身の女子サッカー選手。セレッソ大阪ヤンマーレディース所属。ポジションはミッドフィールダー。セレッソ大阪堺レディース(現在のセレッソ大阪ヤンマーレディース)6期生。

## 来歴

### クラブ
Jリーグクラブセレッソ大阪の、女子チームセレッソ大阪堺レディースの下部組織であるセレッソ大阪堺ガールズ(現在のセレッソ大阪ヤンマーガールズU-18)に入団した。U-16、U-17日本女子代表。2016年、セレッソ大阪堺レディースに下部組織選手として登録された。
2019年、セレッソ大阪堺レディースで出場機会を増やした。
2021年、主力選手が移籍した事もあり先発メンバーに抜擢された。リーグ戦全試合に出場し、松本奈己、宮本光梨とスリーボランチを形成した。

## 個人成績

### クラブ
| クラブ                         | シーズン | リーグ      | 背番号 | リーグ戦 | リーグ戦 | カップ戦 | カップ戦 | リーグ杯 | リーグ杯 | AFC  | AFC  | 合計 | 合計 |
| クラブ                         | シーズン | リーグ      | 背番号 | 出場     | 得点     | 出場     | 得点     | 出場     | 得点     | 出場 | 得点 | 出場 | 得点 |
| ------------------------------ | -------- | ----------- | ------ | -------- | -------- | -------- | -------- | -------- | -------- | ---- | ---- | ---- | ---- |
| セレッソ大阪堺レディース       | 2016     | なでしこ2部 | 40     | 0        | 0        | 0        | 0        | 0        | 0        | —    | —    | 0    | 0    |
| セレッソ大阪堺レディース       | 2019     | なでしこ2部 | 26     | 6        | 1        | 1        | 2        | 6        | 0        | —    | —    | 13   | 3    |
| セレッソ大阪堺レディース       | 2020     | なでしこ1部 | 26     | 0        | 0        | 0        | 0        | —        | —        | —    | —    | 0    | 0    |
| セレッソ大阪堺レディース       | 2021     | なでしこ1部 | 14     | 22       | 0        | 5        | 1        | —        | —        | —    | —    | 27   | 1    |
| セレッソ大阪堺レディース       | 2022     | なでしこ1部 | 14     | 20       | 2        | 3        | 3        | —        | —        | —    | —    | 23   | 5    |
| セレッソ大阪ヤンマーレディース | 2023-24  | WE          | 14     | 19       | 1        | 1        | 0        | 5        | 1        | -    | -    | 25   | 2    |
| セレッソ大阪ヤンマーレディース | 2024-25  | WE          | 14     | 21       | 1        | 1        | 0        | 6        | 4        | -    | -    | 28   | 5    |
| セレッソ大阪ヤンマーレディース | 2025/26  | WE          | 14     |          |          |          |          |          |          | -    | -    |      |      |
| セレッソ大阪ヤンマーレディース | 通算     | 通算        | 通算   | 88       | 5        | 11       | 6        | 17       | 5        | 0    | 0    | 116  | 16   |
| 通算                           | 日本     | 日本        | 1部    | 40       | 2        | 2        | 0        | 11       | 5        | 0    | 0    | 53   | 7    |
| 通算                           | 日本     | 日本        | 2部    | 48       | 3        | 9        | 6        | 6        | 0        | 0    | 0    | 63   | 9    |
| 総通算                         | 総通算   | 総通算      | 総通算 | 88       | 5        | 11       | 6        | 17       | 5        | 0    | 0    | 116  | 16   |

1. ↑  セレッソ大阪堺ガールズの出場記録を含まない

- 日本女子サッカーリーグ
  - 初出場 - 2019年9月21日 なでしこリーグ2部 第13節 オルカ鴨川FC戦 (高知県立春野総合運動公園球技場)[2]
  - 初得点 - 2019年10月20日 なでしこリーグ2部 第17節 静岡産業大学磐田ボニータ戦 (南津守さくら公園スポーツ広場)[2]

- WEリーグ
  - 初出場 - 2023年11月12日 第1節 ジェフ千葉レディース戦 (ヨドコウ桜スタジアム)[3]
  - 初得点 - 2024年3月2日 第8節 マイナビ仙台レディース戦 (ユアテックスタジアム仙台)[3]

## タイトル

### クラブ
- セレッソ大阪堺レディース
  - なでしこリーグカップ2部: 1回（2019）

- セレッソ大阪堺ガールズ
  - 関西女子サッカーリーグ1部: 3回（2015, 2016, 2017）
  - JFA 全日本U-18女子サッカー選手権大会: 2回（2015, 2016）
  - 高円宮妃杯 JFA 全日本U-15女子サッカー選手権大会: 1回（2015）

### 個人
- WEリーグクラシエカップ得点王: 1回（2024-25[4]）